# Rolf Rüssmann
Rolf Rüssmann (13. října 1950 Schwelm – 2. října 2009 Gelsenkirchen) byl německý fotbalista, obránce. Zemřel 2. října 2009 ve věku 58 let na rakovinu prostaty.

## Fotbalová kariéra
V německé bundeslize hrál za FC Schalke 04 a Borussii Dortmund. Dále hrál v belgické lize za tým Club Brugge KV. V bundeslize nastoupil ve 453 ligových utkáních a dal 48 gólů, v belgické lize nastoupil v 11 utkáních. V roce 1972 získal s týmem FC Schalke 04 německý pohár. V Poháru mistrů evropských zemí nastoupil za Club Brugge KV ve 4 utkáních a dal 1 gól, v Poháru vítězů pohárů nastoupil za FC Schalke 04 v 9 utkáních a dal 2 góly (včetně 2 utkání proti Spartě) a v Poháru UEFA nastoupil za Schalke a Borussii Dortmund v 11 utkáních. Za reprezentaci Německa nastoupil v letech 1977–1978 ve 20 utkáních a dal 1 gól. Byl členem reprezentace na Mistrovství světa ve fotbale 1978, nastoupil v 6 utkáních.

## Ligová bilance
| Ročník                               | Zápasy | Góly | Klub              |
| ------------------------------------ | ------ | ---- | ----------------- |
| Německá fotbalová Bundesliga 1969/70 | 16     | 0    | FC Schalke 04     |
| Německá fotbalová Bundesliga 1970/71 | 34     | 3    | FC Schalke 04     |
| Německá fotbalová Bundesliga 1971/72 | 30     | 4    | FC Schalke 04     |
| Německá fotbalová Bundesliga 1972/73 | 25     | 3    | FC Schalke 04     |
| Německá fotbalová Bundesliga 1973/74 | 9      | 3    | FC Schalke 04     |
| 1. belgická liga 1973/74             | 11     | 0    | Club Brugge KV    |
| Německá fotbalová Bundesliga 1974/75 | 19     | 0    | FC Schalke 04     |
| Německá fotbalová Bundesliga 1975/76 | 21     | 0    | FC Schalke 04     |
| Německá fotbalová Bundesliga 1976/77 | 33     | 9    | FC Schalke 04     |
| Německá fotbalová Bundesliga 1977/78 | 34     | 1    | FC Schalke 04     |
| Německá fotbalová Bundesliga 1978/79 | 34     | 3    | FC Schalke 04     |
| Německá fotbalová Bundesliga 1979/80 | 34     | 3    | FC Schalke 04     |
| Německá fotbalová Bundesliga 1980/81 | 15     | 1    | FC Schalke 04     |
| Německá fotbalová Bundesliga 1980/81 | 18     | 1    | Borussia Dortmund |
| Německá fotbalová Bundesliga 1981/82 | 34     | 8    | Borussia Dortmund |
| Německá fotbalová Bundesliga 1982/83 | 31     | 4    | Borussia Dortmund |
| Německá fotbalová Bundesliga 1983/84 | 33     | 3    | Borussia Dortmund |
| Německá fotbalová Bundesliga 1984/85 | 33     | 2    | Borussia Dortmund |
| CELKEM 1. liga                       | 464    | 48   |                   |